# Vacoas-Phoenix
Vacoas-Phoenix (em francês, Villes Jumelles) é uma cidade da Maurícia (ou Ilhas Maurício), país localizado no Oceano Índico.
Com 105.559 habitantes (censo de 2011), é a segunda cidade mais populosa do país, inferior apenas à capital, Port Louis. Localiza-se na região centro-ocidental da Maurícia.

## História
Surgiu de uma fusão entre as cidades de Vacoas e Phoenix, concretizada em 1963. A instalação, no entanto, veio apenas em 1968.

## Esporte
Vacoas-Phoenix possui um clube de futebol representando a cidade no Campeonato Mauriciano: o Association Sportive de Vacoas-Phoenix, fundado em 2000.

## Divisão
Vacoas-Phoenix é dividida politicamente em dezenove regiões: